# Sanctacaris uncata
Sanctacaris uncata (лат.) — вымерший вид хелицеровых членистоногих из семейства Sanctacarididae отряда Habeliida, единственный в роде Sanctacaris. Жили в среднем кембрии.

## Описание

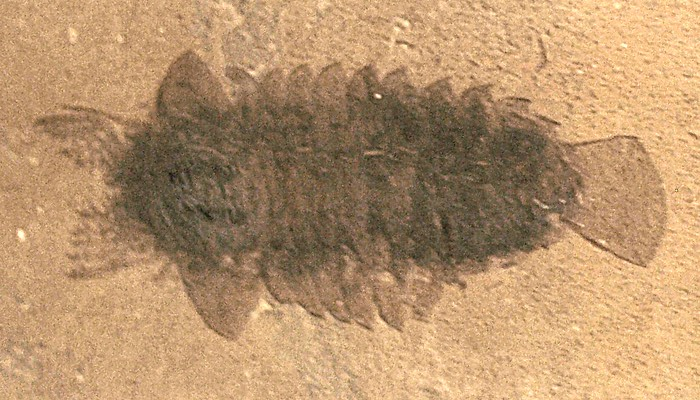
Отпечаток

Длина известных экземпляров — от 46 до 93 мм. На голове вокруг ротового отверстия расположены 5 пар примитивных хватательных конечностей и одна пара более крупных придатков. Тело состоит из 11 сегментов, каждый с парой ходильных ног и жабр.
Окаменелости были найдены в 1909 году в Канадских Скалистых горах в сланцах Бёрджес вместе с другими ископаемыми кембрийского периода. Род и вид научно описаны в 1988 году. Родовое название Sanctacaris переводится как «святая креветка». Оно дано по неофициальному названию Santa Claws, которое этому роду присвоили его первооткрыватели.  Видовое имя uncata означает «загнутый внутрь, крючковатый, колючий» (имеются в виду хватательные конечности и придатки).